# Døbefonten i Ørslev Kirke
Døbefonten i Ørslev Kirke er en døbefont, som står i Ørslev Kirke i Middelfart Kommune på Fyn. Den består af et kar fra vikingetiden fremstillet i fedtsten (også kaldt klæbersten). Karret har oprindeligt været tiltænkt madlavning, og det er blevet importeret fra Norge. Typen kendes i fragmenter fra flere steder i Danmark, så de har sandsynligvis været udbredte, men dette er et af de eneste, som er bevaret.
Karret fra Ørslev er den største bevarede fedtstensgryde i Danmark, og den har en diameter på 59 cm, hvor de normalt er under 40 cm i diameter. Det er samtidig det ældste dåbsfad i landet og sandsynligvis også det ældste bevarede kirkeinventar. Den er monteret på en stensokkel fremstillet i middelalderen.
Ifølge legenden blev karret samlet op som vraggods efter et skibsforlids i Lillebælt. Dette var en handelsrute på vej til handelspladsen i Hedeby.